# PopPixie
PopPixie è una serie animata italiana ideata da Iginio Straffi e realizzata dallo studio di animazione Rainbow in co-produzione con Rai Fiction. È uno spin-off tratto da Winx Club ed è stato presentato per la prima volta al festival internazionale dell'animazione Cartoons on the Bay nell'aprile 2010. È stato trasmesso in Italia da Rai 2, a partire dal 10 gennaio fino al 22 marzo 2011. Dalla serie animata, distribuita in circa 30 paesi, è stato tratto un omonimo magazine, interrotto nel 2012.

## Trama
A Pixieville, una piccola città della Dimensione Magica, vivono in armonia Pixie, gnomi e magici animali parlanti. La cittadina è alimentata dall'Albero della Vita, un albero antico che fornisce ai Pixie le MagicPop, dei globi magici che contengono la magia positiva del Talento Speciale. Infatti, ciascun Pixie possiede un talento particolare e quando lo sfrutta a beneficio degli altri ed in maniera giusta, riceve una MagicPop e diventa un PopPixie. Gli avversari dei Pixie sono gli elfi, una banda di birbanti sempre pronti a combinare un sacco di guai.

## Personaggi

### Pixie
Amore
Doppiata da: Jolanda Granato
Romantica e sognatrice, la sua missione è far innamorare le persone. Per realizzare il suo sogno, ha aperto il negozio Love, dove vende pozioni d'amore. Il suo potere MagicPop consiste nel catturare i pensieri e i sentimenti negativi e placare gli animi. I suoi assistenti sono l'ippopotamo Otis e un gufo.
Caramel
Doppiata da: Laura Amadei
Energica e determinata, è dolce e sempre pronta ad aiutare gli altri. Avendo molto talento in cucina, ha aperto la pasticceria Molly Moo. Il suo potere MagicPop è la Super Forza. In pasticceria viene aiutata dalla maialina Tina, che però è molto golosa. Caramel vive insieme al fratello gemello Martino e ha paura del dottor Boxen, un dentista.
Cherie
Doppiata da: Ilaria Latini
La Pixie più ricca, vive in una villa ed è capricciosa e imprevedibile. La sua grande passione è fare shopping. Anche se vanitosa, condivide tutto ciò che ha con gli amici. La sua assistente è la gatta Lulù, che l'accompagna ovunque. Il suo potere consiste nel cambiare il tempo atmosferico.
Chatta
Doppiata da: Perla Liberatori
È una vera chiacchierona, ama parlare con le persone e il suo potere MagicPop consiste proprio nella parlantina convincente e coinvolgente. Vivace e curiosa, ama gli scherzi, e giocare. La sua assistente è una rana, Blabla. È una fan del cantante Justin Nimble. Ha paura del silenzio.
Fixit
Doppiato da: Davide Garbolino
Appassionato di tecnologia e automatismo, costruisce giocattoli nel negozio dello Gnomo Augustus ed è un esperto di Techno-magic. La MagicPop gli dona una capacità straordinaria. Vuole sempre capire come funzionano le cose. Ha paura di un orsetto meccanico.
Lockette
Doppiata da: Laura Lenghi
Prudente e organizza sempre tutto quando succede un imprevisto, diventa di cattivo umore. Il suo potere consiste nel trovare persone e cose andate perdute. Restia ad ammettere di aver sbagliato. Ha paura di essere sempre in ritardo e per questo ha sempre molti orologi con sé. Lavora nell'hotel del villaggio, con una scimmietta, Guzman.
Martino
Doppiato da: Renato Novara
Fratello gemello di Caramel e barista del Molly Moo, il suo potere consiste nel fare bibite ed acrobazie straordinarie e avere un grande equilibrio. È molto fiero del suo ciuffo di capelli e, essendo molto energico e frizzante, compete spesso con Caramel, che è invece più riservata. È allergico al succo d'ananas e adora tutte le ragazze di Pixieville.
Pam
Doppiata da: Cinzia Massironi
Parrucchiera di Pixieville, possiede un salone di bellezza, dove viene aiutata da un riccio chiamato Bamboo. Molto abile con le mani, la sua MagicPop la rende molto più veloce di quanto non sia già. Ha paura delle lumache perché sono lente.
Piff
Doppiata da: Gaia Bolognesi
PopPixie dei Dolci Sogni, è sempre accompagnata da un coniglio. È allieva di Tune. Possiede il potere di far addormentare le altre persone.
Tune
Doppiata da: Eva Padoan
PopPixie del Potere Vocale, il suo potere le consente di parlare, cantare e gridare molto forte. Fa l'insegnante. Ha paura dello sporco.
Livy
Doppiato da: Paolo De Santis
Il più veloce di tutta Pixieville, ha il potere della velocità. Al contrario di Winx Club in cui è una femmina e lei e Jolly son sorelle, qui risulta maschio e sembra non avere nessuna relazione con Jolly.
Digit
Doppiata da: Gemma Donati
Grande rivale di Fixit, è il PopPixie della Nano-Tecnologia.
Jolly
Un grande amante del divertimento, si occupa dell'intrattenimento alle feste di Pixieville. Ottiene il potere del Divertimento. Al contrario di Winx Club in cui è una femmina e lei e Livy sono sorelle, qui risulta maschio e sembra non avere nessuna relazione con Livy.
Zing
Grande appassionato di insetti, ne conosce tutte le specie. È il PopPixie degli Insetti. Al contrario di Winx Club in cui è una femmina, qui risulta maschio.
Glim
Giovane Pixie con l'abilità di creare una grande quantità d'energia, però questo dipende dalle sue emozioni. Ottiene il potere dell'Energia. Al contrario di Winx Club in cui è una femmina, qui risulta maschio.
Robinson
Doppiato da: Gianluca Crisafi
Guardia forestale di Pixieville, è bravo nel campeggio e nella sopravvivenza e sa anche un sacco di cose sulla natura. Amore ha una cotta per lui, che la ricambia. Amore diventa particolarmente gelosa quando lo vede con altre ragazze.
Tundra
Doppiata da: Rachele Paolelli
Guarda forestale di Pixieville e collega di Robinson, è la PopPixie dell'Avventura.
Morpho
Doppiato da: Emanuele Ruzza
Un vero birbante ma leale, è stato compagno di classe di Lockette. È molto abile nei travestimenti e, con la sua MagicPop riesce a trasformarsi in qualsiasi cosa.
Plasto
Doppiato da: Andrea Lavagnino
Il migliore amico di Martino, adora fare scherzi. È capace di allungare qualunque parte del suo corpo, ottiene il potere dell'Elasticità.
Mola
Doppiata da: Veronica Puccio
Grande lavoratrice, lavora come operaio edile a Pixieville. Diventa la PopPixie dei Tunnel.
Giga
Doppiato da: Alessio Puccio
Il cugino di Lockette, ha il potere della Crescita. Può diventare piccolo piccolo ma anche molto grande.
Camille
Doppiata da: Ilaria Giorgino
Talentuosa però timida, è un'allieva di Tune e ha l'abilità di rendere invisibili gli altri e se stessa. Grazie a questo talento, diventa la PopPixie delle Illusioni.
Camelia
Doppiata da: Barbara Pitotti
Ha il potere delle Piante.
Ninfea
Doppiata da: Beatrice Margiotti
La regina di Pixieville.
Justin Nimble
Doppiato da: Paolo De Santis
Famoso cantante, Chatta ne è una grande fan.
Hocus
Doppiato da: Riccardo Rovatti
Il padre di Lockette.

### Elfi
Rex
Doppiato da: Daniele Raffaeli
Arrogante e altezzoso, è il capo degli Elfi ed è il fidanzato di Maxine. Ha una potente moto chiamata Veleno che lo accompagna in tutte le sue scorribande. Il suo animale è la piccola tigre Cleopatra.
Floxy
Doppiato da: Gabriele Patriarca
È un Elfo molto bravo nel realizzare trucchi e scherzi. È molto immaturo e incapace di organizzarsi, e per questo segue sempre Rex. Pigro e goloso, adora stare al Molly Moo dove ne approfitta per mangiare a sbafo.
Lenny
Doppiato da: Alessio Nissolino
Imprevedibile e indipendente, ama correre rischi. Ha una bici, Ortica, con la quale compie molte prodezze. Adora le sfide e il suo compagno è Wolfgang, un lupo.
Maxine
Doppiata da: Emanuela Pacotto
Maliziosa e bella, è la fidanzata di Rex, che manipola come vuole. Adora essere ammirata e invidiata, e il suo animale è il cobra Rodrigo.
Narcissa
Doppiata da: Deborah Ciccorelli
La fidanzata di Floxy, lo spinge ad essere migliore degli altri, ma, visto che lui non ci riesce, si sente inferiore. Il suo animale è il coccodrillo Lucilla.
Yucca
Doppiata da: Eleonora Reti
La fidanzata di Lenny, adora lo shopping e mettersi in mostra. Il suo animale è il pipistrello Tito.

### Gnomi
Rollo
Doppiato da: Pierluigi Astore
È l'ansioso Gnomo proprietario dell'hotel Pixie Plaza e come tutti gli gnomi è attaccato al denaro. Tra i suoi dipendenti, ci sono Lockette e la scimmia Guzman. Sorridente verso i clienti, è un vero tiranno con i suoi subordinati.
Ronf
Doppiato da: Vladimiro Conti
Lo Gnomo più pigro della città, ha un cuore puro e ha salvato Pixieville da un brutto incantesimo. È sposato con Nella.
Augustus
Doppiato da: Vladimiro Conti
Proprietario di un negozio di giocattoli, è uno Gnomo allegro, ma molto attaccato al denaro.
Grind
Doppiato da: Mimmo Strati
Serio e rigoroso, è il direttore della Pixieville Bank e, per la sua ricchezza, è ammirato e rispettato da tutti gli altri Gnomi. È avaro e ossessionato dal risparmio.
Galantus
Doppiato da: Sergio Luzi
Molto pigro, è uno Gnomo che partecipa al Camp Pixie insieme ad altri.

## Episodi
Il cartone animato è formato da 52 episodi da 13 minuti.

### Sigle
Le sigle di apertura e di chiusura sono interpretate da Elisa Rosselli.